# Alexander Chavez
Alexander "Alex" Chavez (ur. 30 listopada 1996) – kanadyjski zapaśnik walczący w stylu wolnym. Brązowy medalista mistrzostw panamerykańskich w 2018 roku.
Zawodnik University of Guelph